# Sartrouville
Sartrouville est une commune française située dans les Yvelines, en région Île-de-France. Banlieue nord-ouest de Paris, elle est le chef-lieu du canton de Sartrouville, sur la Seine. Sartrouville est, par sa population, la deuxième commune des Yvelines après Versailles, avec 51 967 habitants au recensement de 2017.
Elle fait partie de la communauté d'agglomération Saint Germain Boucles de Seine qui regroupe également 18 autres communes des Yvelines et du Val-d'Oise.
La ville participe au Concours des villes et villages fleuris et possède trois fleurs en 2007. Ses habitants sont appelés les Sartrouvillois.
En 2023, Sartrouville est classée au 3e rang des Yvelines du classement des Villes & Villages où il fait bon vivre derrière Versailles et Saint-Germain-en-Laye.

## Géographie
Les communes limitrophes sont Argenteuil, Carrières-sur-Seine, Houilles, Maisons-Laffitte, Le Mesnil-le-Roi, Montesson, Bezons et Cormeilles-en-Parisis.

### Situation
La commune de Sartrouville se trouve dans le nord-est du département des Yvelines, à la limite du Val-d'Oise, à seulement 10 km au nord-ouest de Paris (porte Maillot), à dix kilomètres environ au nord-est de Saint-Germain-en-Laye, sous-préfecture, et à vingt kilomètres environ au nord de Versailles, préfecture du département.
C'est une commune riveraine de la Seine, située sur la rive droite du fleuve qu'elle longe sur trois kilomètres dans la partie nord de la boucle de Montesson.
Les communes limitrophes sont Cormeilles-en-Parisis au nord, Argenteuil au nord-est, Bezons à l'est (ces trois communes appartenant au Val-d'Oise), Houilles au sud-est et Carrières-sur-Seine et Montesson au sud. Vers l'ouest, la Seine la sépare de Maisons-Laffitte mais les deux villes sont reliés grâce au pont de Maisons-Laffitte
La ville s'étend sur 846 hectares dont 38 d'espaces verts publics. Elle se situe à proximité d'importants pôles d'emplois de la région parisienne : Paris bien sûr, mais également La Défense et Cergy-Pontoise.

### Hydrographie
Sartrouville appartient au bassin versant de la Seine. Le territoire communal longe la rive droite du fleuve sur environ trois kilomètres. Depuis 2007, des travaux de consolidation de la levée qui protège la zone inondable dite « marron » se poursuivent. Les arbres ont été arrachés, un rideau de palplanches a été battu et le merlon a été repris et surélevé à certains endroits.
La commune est concernée par les risques d'inondation liés aux crues de la Seine dans la frange ouest du territoire, le long de la Seine, sur une largeur de 200 à 300 mètres, zone qui est majoritairement construite Dans le cadre du « plan de prévention des risques d’inondation (PPRI) de la vallée de la Seine et de l'Oise, les zones inondables ont été classées en zone marron, rouge clair, bleue et verte, selon l'importance de l'exposition aux risques d'inondation. La zone marron concerne les berges de la Seine sur une largeur d'environ 25 mètres, où il s'agit de préserver la capacité d'écoulement des eaux. Toute occupation du sol y est interdite. Dans la zone rouge clair, déjà urbanisée mais très exposée au risque d'inondation, toute nouvelle urbanisation est interdite, mais l'entretien et le renouvellement des installations existantes sont autorisés. Les zones bleues moins exposées mais également urbanisées sont soumises à des restrictions d'urbanisation, de nouvelles constructions pouvant être autorisées sous conditions. La zone verte concerne la partie nord-ouest, limitrophe de Cormeilles-en-Parisis, qui n'est pas construite et où l'urbanisation est interdite pour préserver le champ d’expansion de crue de la Seine.

### Utilisation du territoire
| Type d'occupation           | Pourcentage | Superficie (en hectares) |
| --------------------------- | ----------- | ------------------------ |
| Espace urbain construit     | 77,9 %      | 659,20                   |
| Espace urbain non construit | 14,2 %      | 120,52                   |
| Espace rural                | 7,8 %       | 66,05                    |
| Source : Iaurif             |             |                          |

Le territoire communal est très fortement urbanisé, l'espace urbain occupant plus de 92 % de la superficie totale de la commune et l'espace rural moins de 8 %.
L'espace rural est constitué principalement de 30 hectares de cultures appartenant pour l'essentiel à la plaine de Montesson (dans le sud de la commune) et de 5 hectares de bois situés dans le nord de la commune. Il inclut aussi 20 hectares de plan d'eau (la Seine).
L'espace urbain construit (659 hectares) est affecté principalement à l'habitat, qui occupe 455 hectares, dont 378 pour l'habitat individuel et 77 pour l'habitat collectif. Le reste est consacré aux activités économiques pour 85 hectares, les zones industrielles (Le Prunay, Les Perriers, Les Trembleaux) étant concentrées dans le nord de la commune, en limite de Cormeilles-en-Parisis, et aux infrastructures (équipements, transport, chantiers) pour 120 hectares.
L'espace urbain ouvert, constitué par les espaces verts, parcs et jardins, occupe aussi 120 hectares, principalement dans le nord de la commune. Le principal espace vert public, le parc Youri-Gagarine, s'étend sur 22 hectares.

### Voies de communication

#### Transports en commun

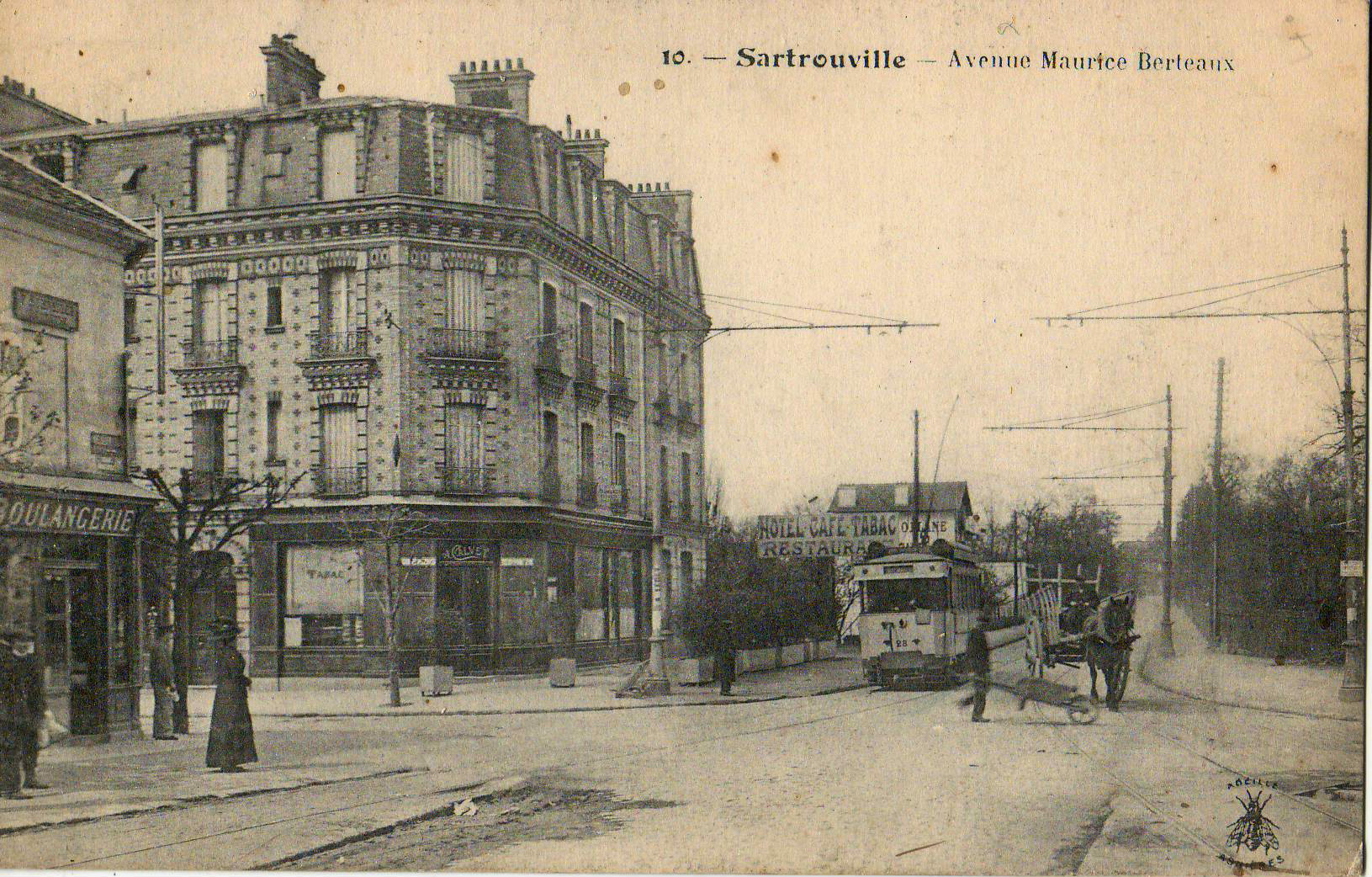
Bien avant les bus actuels, la ville était desservie par les tramways des TPDS, puis de la STCRP (ancêtre de la RATP), avec notamment la ligne 62 : Maisons-Laffitte - Rond-Point de la Défense - Porte de Neuilly par Courbevoie - La Garenne-Colombes, Bezons (Grand-Cerf), Houilles et Sartrouville.

La commune est desservie par la ligne A du RER et par la ligne L du Transilien. Sartrouville est ainsi reliée à Paris d'un côté, et à Poissy ou Cergy de l'autre.
La ville est desservie par les lignes B, G, H, J, S1, S2, S7, 1, 5, 9, 262, 501, 502 et 503 du réseau de bus Argenteuil - Boucles de Seine, la ligne 272 du réseau de bus RATP, la ligne 30-05 du réseau de bus Val Parisis et, la nuit, par les lignes N24 et N152 du réseau Noctilien.
La ligne 11 du tramway d'Île-de-France, ligne de tram-train devant relier Sartrouville à Noisy-le-Sec, est en service d'une part en 2017 sur le tronçon Épinay-sur-Seine et Le Bourget avant sa mise en service complète prévue en 2027 où la gare de Sartrouville devrait faire office de terminus occidental. À cette occasion, une nouvelle gare serait construite sur le Plateau de Sartrouville, à côté du théâtre, dont l'emplacement est actuellement occupé par un parking.
Il est également envisagé le prolongement du T2 jusqu'à la gare de Sartrouville, ce qui permettra d'aller jusqu'à la porte de Versailles via La Défense sans changement et favorisera les déplacements inter-banlieue en transports en commun.

#### Routes
Sartrouville est traversée par la D 308 (Bezons - Poissy), la D 121 (Saint-Germain-en-Laye - Cormeilles-en-Parisis) et la N 192 (Paris / Porte Maillot - La Patte d'Oie d'Herblay). Une déviation de la RD 121 est mise en service en 2019 afin de soulager le centre-ville. Elle part de l'avenue Maurice-Berteaux, est semi-enterrée avec une section couverte sous la voie ferrée et rejoint le rond-point de l'Espérance à Montesson.

### Climat
Pour des articles plus généraux, voir Climat de l'Île-de-France et Climat des Yvelines.
En 2010, le climat de la commune est de type climat océanique dégradé des plaines du Centre et du Nord, selon une étude du CNRS s'appuyant sur une série de données couvrant la période 1971-2000. En 2020, Météo-France publie une typologie des climats de la France métropolitaine dans laquelle la commune est dans une zone de transition entre le climat océanique et le climat océanique altéré et est dans la région climatique  Sud-ouest du bassin Parisien, caractérisée par une faible pluviométrie, notamment au printemps (120 à 150 mm) et un hiver froid (3,5 °C).
Pour la période 1971-2000, la température annuelle moyenne est de 12 °C, avec une amplitude thermique annuelle de 15 °C. Le cumul annuel moyen de précipitations est de 673 mm, avec 10,2 jours de précipitations en janvier et 7,7 jours en juillet. Pour la période 1991-2020, la température moyenne annuelle observée sur la station météorologique la plus proche, située à Pontoise à 13 km à vol d'oiseau, est de 12,5 °C et le cumul annuel moyen de précipitations est de 666,7 mm,. Pour l'avenir, les paramètres climatiques de la commune estimés pour 2050 selon différents scénarios d'émission de gaz à effet de serre sont consultables sur un site dédié publié par Météo-France en novembre 2022.

## Urbanisme

### Typologie
Au 1er janvier 2024, Sartrouville est catégorisée grand centre urbain, selon la nouvelle grille communale de densité à sept niveaux définie par l'Insee en 2022.
Elle appartient à l'unité urbaine de Paris, une agglomération inter-départementale regroupant 407  communes, dont elle est une commune de la banlieue,,. Par ailleurs la commune fait partie de l'aire d'attraction de Paris, dont elle est une commune du pôle principal,. Cette aire regroupe 1 929 communes,.

### Morphologie urbaine
La ville est constituée d'un vaste ensemble pavillonnaire (le plus important des Yvelines) qui s'étend de Montesson jusqu'à Houilles (quartier de l'Union) et Maisons-Laffitte et qui borde la Seine. Cet ensemble regroupe les quartiers des Dix-Arpents, de la Plaine, de la Vaudoire, du Vieux-Pays, de la Croix Blanche, des Richebourgs et de l'Union.
Le centre ville historique (autour de l'église Saint-Martin) s'est déplacé avec la ligne de chemin de fer Paris - Le Havre, de la place Nationale, dans le quartier du Vieux-Pays et qui était le centre du village historique de Sartrouville, vers la place des Fusillés située devant la gare. Cette place a d'ailleurs fait l'objet d'une importante rénovation, achevée en 2007. Le Plateau (quartiers des Indes, de la Marinière, des Champs-Thiboux, des Quatre-Chemins et des Trembleaux) comprend, outre des pavillons, plusieurs groupes d'immeubles aux statuts variés (HLM et résidences privées).
Le quartier de la Cité des Indes a compté jusqu'à huit mille habitants en 1970, après une période d'immigration importante.
Ces quartiers du Plateau, classés prioritaires avec 7 100 habitants en 2020, font l'objet d'un vaste programme de rénovation urbaine depuis quelques années, notamment dans le cadre de l'Agence nationale pour la rénovation urbaine : destruction de trois tours aux Indes le 6 juin 2010 après relogement des habitants, réaménagement de la promenade Maxime-Gorki, projet de rénovation de la place Alexandre-Dumas, réhabilitation et rénovation du quartier dit du « 84 »…

### Aménagements en cours et projetés
Le 6 juin 2010 a eu lieu la destruction de trois tours dans le quartier des Indes. Cette opération s'est déroulée dans le cadre du programme ANRU. À la place seront mis en place des espaces verts, des jeux pour les enfants ainsi que des passages facilitant la circulation des bus. Le quartier des Indes sera ainsi profondément transformé et aéré.
L'avenue Maurice-Berteaux en centre-ville est en nette amélioration et profond réaménagement (construction d'immeubles de standing de part et d'autre, création de contre-allées, nouveau mobilier urbain…).

## Toponymie

### Attestations anciennes
Attesté sous les formes latinisées Sacrovilla (c'est-à-dire *Satrovilla, t étant souvent noté avec un c dans les textes anciens), Satorvilla en 1004, Sartorvilla en 1007, Sartoris villa en 1137, Sartovilla au XIIIe siècle,, Sartrovilla et Sarturuvilla au XIIIe siècle, Sartrovilla vers 1205, Certrouville, Chartrouville et enfin Sartrouville.

### Étymologie
L'abbé Jean Lebeuf indique en 1755« Le nom du village est certainement formé du latin Sarritorum villa qui vient de sarrire c'est-à-dire sarculis fodere, occupation qui fut celle des premiers habitants, lorsque les rois eurent accordés aux églises de l'abbaye de Saint-Denis et d'Argenteuil certain terrain inculte du voisinage entre autres la forêt dite de Cormoletus qui régnait sur les coteaux et éminences qu'on voit entre Épinay et Cormeilles. »
Jean Lebeuf écrit ensuite que « le premier village qui se forma en bas fut Sartrouville, qui dans sa vraie origine signifie « village des Vignerons ». M. de Valois la nomme Sartorum Villa alors que l'abbé Suger la nomme Sartoris Villa car il est visible que le village n'aurait pas tiré son nom d'un vigneron seul, qui en eût fait sa demeure en ce lieu, mais plutôt que c'est une colonie entière qui défricha la terre, en arracha les cormiers ou sorbiers et autres arbres pour y planter de la vigne. Une autre erreur est de croire que la Paroisse tire son nom d'un particulier qui se serait appeler Sertorius ou que le mot Sartor qui signifie tailleur d'habits ou encore de Sarcire employé par Guillaume Delisle. ».
Ces explications n'ont plus cours aujourd'hui, car l’abbé Lebeuf ne tient compte pour formuler ses hypothèses, que des attestations médiévales latinisées les plus récentes dont l'élément initial est Sartor-, alors que les plus anciennes sont du type Sator- (sans r devant le t). L'élément Sartor- résulte donc, par ajout d'un second r, de la corruption d'un plus ancien Sarto-, lui-même précédé par des formes régulièrement attestées du type Sator- du fait de la métathèse de [r]. La forme altérée tardivement en Sartor- ne peut donc pas servir de base au développement d'une théorie comme le pratique l'abbé Lebeuf. Ce type d'altération est récurrent en toponymie et plus largement en linguistique (cf. par exemple la prononciation populaire d’infarctus qui devient infractus ou encore formaticum > ancien français formage > fromage).
Les toponymistes ont en outre démontré que les formations toponymiques en -ville sont médiévales et ne remontent pas antérieurement au VIe, voire au VIIe siècle,. Ils ont aussi démontré que la plupart sont composés avec un nom de personne, notamment germanique (cf. Rogerville, etc.), beaucoup moins fréquemment avec un adjectif roman (cf. Belleville, Hauteville, etc.) et très rarement avec un autre appellatif ou un toponyme antérieur,.
L'appellatif ville (issu du gallo-roman villa « grand domaine rural ») signifiait auparavant « domaine rural » (d'où vilain « paysan libre du Moyen Âge »), voire « village », avant de prendre le sens de « ville » qu'on lui connaît aujourd'hui.
L'identification exacte de l'anthroponyme qui a évolué phonétiquement en Sator- / Sarto- pose un problème : Albert Dauzat citant Hermann Gröhler, propose le nom de personne germanique Saduru. Ernest Nègre quant à lui, préfère un nom de personne roman Saturus. Il attribue l'adjonction plus tardive d'un second [r] à une analogie populaire avec l'ancien français sarteur « celui qui défriche » (cf. essart).

## Histoire

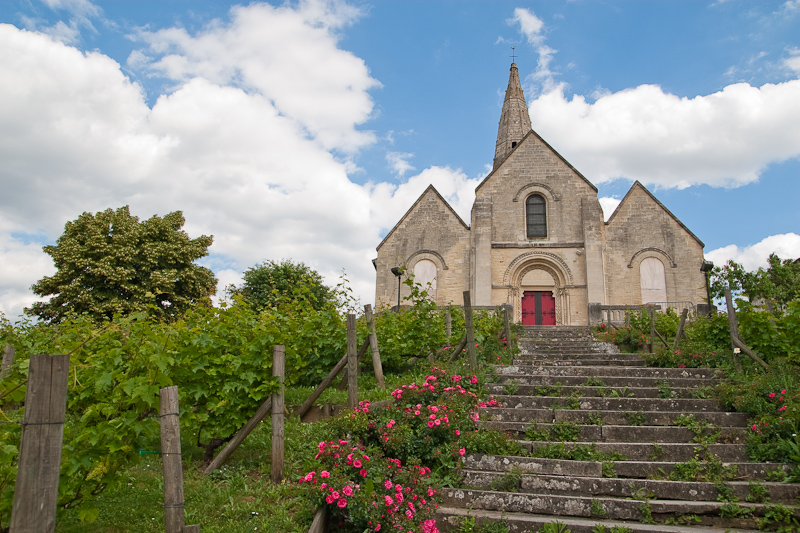
Les vignes.

Aucune donnée ne permet de savoir si Sartrouville était habitée pendant la préhistoire.
Le territoire de Sartrouville devait être habité à l'époque gallo-romaine car on a retrouvé des armes datant de cette époque sur l'emplacement du Champ de Mars, près de l'église et du cimetière qui l'entourait. On a retrouvé, également, dans les carrières de sable de la Vaudoire plusieurs sarcophages paraissant remonter à l'époque gallo-romaine, ainsi que des ossements et des armes rouillées. La proximité d'un lieu dénommé le Camp permet de supposer la présence d'un camp gallo-romain.
L'église date des XIIe et XIIIe siècles.
Le fief de la Vaudoire était à l'origine un hameau situé au sud-ouest du village. Au XIVe siècle, il appartient à Guillaume d'Aulnoy, conseiller de Charles VI, puis à ses héritiers et ensuite successivement aux familles de Baudricourt, de Montmiral, de Longueil, de Champront, de la Trémoille pour finir dans le patrimoine Fontaine, puis Foulon. La famille, à la mort de monsieur Foulon, vendit le « château ».
Le 14 juillet 1924, il devint la quatrième et actuelle mairie. Les 300 hectares du domaine furent, quant à eux, rattachés au village, dès 1789, pour constituer les limites actuelles de la commune.
Le 6 avril 1944, Augustin Orsi, commissaire principal de police domicilié à Sartrouville et membre du réseau Jade-Fitzroy né à Ota en Corse-du-Sud est déporté par le convoi de Compiègne et meurt en déportation dans le camp de concentration d'Ebensee, une annexe du camp de Mauthausen,. Il y meurt le 14 avril 1945.
Le pont ferroviaire enjambant la Seine de la ligne Paris - Le Havre reliant Sartrouville à Maisons-Laffitte est bombardé à plusieurs reprises par les Alliés le 27 mai 1944 et le 24 juin 1944,.
Le 25 août 1944, Yvonne Mallard, membre de la Croix-Rouge est exécutée à Sartrouville, rue de l'Union.
Dans le cadre de la transformation de la ville, le 6 juin 2010, trois tours de la cité des Indes, construites dans les années 1970 représentant 251 logements, ont été démolies à l'explosif.

### La culture de la vigne
Sartrouville a longtemps été un lieu de culture de la vigne. On y cultivait notamment les cépages suivants : gamay noir, gois, meunier, morillon comme l'attestent certains noms de rue tels que : la rue des Morillons, la rue Gamay, etc. Le musée de l’histoire de Sartrouville, a retrouvé des costumes dits « de Sartrouville » portés par les vignerons au XIXe siècle.
La culture de la vigne disparut au début du XXe siècle sous l'effet conjoint de deux facteurs : d'une part, le développement du chemin de fer fit entrer en concurrence la production locale avec les vins du Midi, d'autre part le phylloxéra détruisit une grande partie des cépages en 1902.
Mais aujourd'hui, quelques plants sont cultivés à proximité de l'église Saint-Martin. La fête des Vendanges, durant laquelle le raisin est pressé, a lieu chaque automne au parc du Dispensaire.

### Sartrouville, un des berceaux de l'aéronautique et de la plaisance

#### Dirigeables
Sartrouville disposait au début du XXe siècle d'un aérodrome qui permettait l'accueil des ballons dirigeables.
Le dirigeable Ville de Paris y était, en effet, entreposé en 1904 dans un gigantesque hangar. D'autres dirigeables prirent leur envol de Sartrouville tels que le Clément Bayard et le Ville de Nancy destiné au gouvernement russe.

#### Chantiers aéro-maritimes de la Seine
Sartrouville fut aussi choisie dans les années 1920 par les Chantiers aéro-maritimes de la Seine (CAMS) pour y développer ses activités.
Les chantiers développèrent des hydravions de reconnaissance maritime (comme les CAMS 37 ou 55) et un hydravion à coque (le CAMS 53) qui, à partir de 1929, est largement utilisé pour les lignes civiles à travers la Méditerranée.
Le groupe CAMS, puis CNCAN deviendra en 1958 Nord-Aviation et fusionnera avec Sud-Aviation en 1970 pour devenir l'Aérospatiale.
À la même époque il existait également un petit chantier naval avec cale de lancement au bord de la Seine, dont l'emplacement est occupé aujourd'hui par une maison de retraite EHPAD Résidence "Stéphanie" de La Croix-Rouge française.
Il s'agit du Chantier Jouët (précédemment Blondeau) actif de 1873 à 1965 qui est un des pionniers du motonautisme et de la plaisance française. Réputé pour la qualité de ses productions le Chantier Jouët a produit entre autres le second bateau d'Alain Gerbault , d'excellents canots de sauvetage pour la Société Centrale de Secours aux Naufragés (future SNSM) , la très innovante vedette L' Arielle avec laquelle Marin Marie fera en 1936 la traversée de l' Atlantique,mais aussi des unités plus modestes dans le contexte de la démocratisation des sports nautiques dans l'après guerre : La série de vedettes à moteur Ondine (en collaboration avec le motoriste Renault) d'abord en bois moulé puis en plastique, une technologie dont le chantier a été un pionnier (lancement d'une série de prames en polyester dès 1958) , des petits voiliers Bélouga (plan Eugène Cornu) et des dériveurs légers (les premières Yôles OK construites en France.
Émeutes urbaines de 1991
Le 26 mars 1991, un jeune de 18 ans, Djamel Chettouh, est abattu dans la cafétéria d'Euromarché par un vigile armé qui prend la fuite. Il s'ensuit une nuit d'émeutes contre les forces policières déployées massivement (CRS) et perçues par la jeunesse du plateau de Sartrouville comme la protection d'une bavure. Laurent Wetzel, maire à cette date de Sartrouville, mit en cause le gouvernement pour « non assistance à banlieue en danger ». L'attaque du magasin de meubles Le Hir, place de la Gare, fut le fait de jeunes de communes voisines qui profitèrent de l'occasion pour casser et incendier la devanture du magasin.

## Politique et administration
Sartrouville se trouve dans la 5e circonscription des Yvelines. Depuis les élections législatives de 2017, la députée est Yaël Braun-Pivet (LREM). Elle a battu Jacques Myard (LR), qui siégeait à l'Assemblée nationale depuis 1993. La circonscription comprend les cantons de Sartrouville et du Vésinet.
En 2005, la commune a reçu le label « Ville Internet @@ ».

### Liste des maires
Le maire de Sartrouville est Pierre Fond (LR), élu pour la 1re fois en 1995, et réélu en 2001, en 2008, en 2014 et en 2020. Il est également conseiller général, puis départemental, depuis 1998 et depuis 2008 vice-président du conseil départemental des Yvelines.
Pierre Fond fut réélu au premier tour aux élections municipales de 2001 (54 %, liste d'union RPR-UDF), en 2008 (58 %, liste UMP-NC-MODEM), en 2014 (71,5 %) puis en 2020 (62 %, liste LR-LREM-SL).

### Européennes de 2024
Aux élections européennes du 9 juin 2024, Manon Aubry (LFI) arrive en tête et en plus forte hausse (22,91% contre 7,10% en 2019),, soit un bond de 15 points dépassant largement les 4 points gagnés au niveau national. Dans cette commune, la liste du Rassemblement national de Jordan Bardella arrive deuxième (18,70% contre 15,10% en 2019),, Valérie Hayer (13,97% contre 6,77% en 2019),, la liste de Raphaël Glucksmann (PS-Place publique) n'étant que 4ème avec 14,67% (contre 25,72% en 2019),. La participation est en nette hausse, à 48,84% contre 45,50,%,, mais reste inférieure à la moyenne nationale (52,50%). La même évolution se retrouve dans les sept autres villes populaires des Yvelines, à Trappes et à Mantes-la-Jolie, Les Mureaux ou encore à Chanteloup-les-Vignes, Mantes-la-ville, La Verrière et Poissy.

### Jumelages
| Ville | Ville             | Pays | Pays      | Période                   |
| ----- | ----------------- | ---- | --------- | ------------------------- |
|       | Kallithéa         |      | Grèce     | depuis le 24 octobre 1988 |
|       | Paços de Ferreira |      | Portugal  | depuis le 9 juin 1996     |
|       | Waldkraiburg      |      | Allemagne | depuis 1997               |

## Population et société

### Démographie

#### Évolution démographique
L'évolution du nombre d'habitants est connue à travers les recensements de la population effectués dans la commune depuis 1793. Pour les communes de plus de 10 000 habitants les recensements ont lieu chaque année à la suite d'une enquête par sondage auprès d'un échantillon d'adresses représentant 8 % de leurs logements, contrairement aux autres communes qui ont un recensement réel tous les cinq ans,.

En 2022, la commune comptait 51 570 habitants, en évolution de −2,05 % par rapport à 2016 (Yvelines : +2,72 %, France hors Mayotte : +2,11 %).
| 1793  | 1800  | 1806  | 1821  | 1831  | 1836  | 1841  | 1846  | 1851  |
| ----- | ----- | ----- | ----- | ----- | ----- | ----- | ----- | ----- |
| 1 717 | 1 806 | 1 661 | 1 740 | 1 874 | 1 666 | 1 775 | 1 741 | 1 662 |

| 1856  | 1861  | 1866  | 1872  | 1876  | 1881  | 1886  | 1891  | 1896  |
| ----- | ----- | ----- | ----- | ----- | ----- | ----- | ----- | ----- |
| 1 656 | 1 632 | 1 631 | 1 697 | 1 691 | 1 730 | 1 793 | 1 863 | 2 215 |

| 1901  | 1906  | 1911  | 1921  | 1926   | 1931   | 1936   | 1946   | 1954   |
| ----- | ----- | ----- | ----- | ------ | ------ | ------ | ------ | ------ |
| 2 211 | 2 550 | 3 602 | 5 847 | 10 750 | 17 354 | 17 866 | 17 494 | 21 743 |

| 1962   | 1968   | 1975   | 1982   | 1990   | 1999   | 2006   | 2011   | 2016   |
| ------ | ------ | ------ | ------ | ------ | ------ | ------ | ------ | ------ |
| 31 267 | 40 277 | 42 253 | 46 197 | 50 329 | 50 219 | 51 600 | 51 431 | 52 648 |

| 2021   | 2022   | - | - | - | - | - | - | - |
| ------ | ------ | - | - | - | - | - | - | - |
| 51 220 | 51 570 | - | - | - | - | - | - | - |

#### Pyramide des âges
En 2018, le taux de personnes d'un âge inférieur à 30 ans s'élève à 38 %, ce qui est égal à la moyenne départementale (38 %). À l'inverse, le taux de personnes d'âge supérieur à 60 ans est de 20,9 % la même année, alors qu'il est de 21,7 % au niveau départemental.
En 2018, la commune comptait 25 080 hommes pour 27 189 femmes, soit un taux de 52,02 % de femmes, légèrement supérieur au taux départemental (51,32 %).
Les pyramides des âges de la commune et du département s'établissent comme suit.
| Hommes | Classe d’âge | Femmes |
| ------ | ------------ | ------ |
| 0,5    | 90 ou +      | 1,3    |
| 5,1    | 75-89 ans    | 7,5    |
| 13,5   | 60-74 ans    | 13,7   |
| 19,9   | 45-59 ans    | 19,6   |
| 21,8   | 30-44 ans    | 21,2   |
| 17,9   | 15-29 ans    | 17,7   |
| 21,4   | 0-14 ans     | 19,0   |

| Hommes | Classe d’âge | Femmes |
| ------ | ------------ | ------ |
| 0,6    | 90 ou +      | 1,4    |
| 6      | 75-89 ans    | 7,8    |
| 13,5   | 60-74 ans    | 14,8   |
| 20,7   | 45-59 ans    | 20,1   |
| 19,6   | 30-44 ans    | 19,9   |
| 18,5   | 15-29 ans    | 16,8   |
| 21,2   | 0-14 ans     | 19,2   |

#### Niveau d'étude
Le niveau d'éducation à Sartrouville, en 2014, est inférieur à la moyenne du département des Yvelines. En effet, la part dans la population totale des titulaires de diplômes de niveau bac+2 ou supérieur est, dans la commune, de 31,9 %, contre 41,8 % en moyenne yvelinoise, d'autre part 31 % de la population n'est titulaire d'aucun diplôme (contre 23,6 % au niveau départemental).

### Enseignement
Collèges :
- Collège Colette
- Collège Darius-Milhaud
- Collège Louis-Paulhan (classé en REP[57])
- Collège Romain-Rolland (classé en REP[57])

Lycées :
- Lycée Évariste-Galois (en)
- Lycée Jules-Verne
- Institut Notre-Dame Lycée Jean-Paul-II (en)

### Manifestations culturelles et festivités
Outre le programme du cinéma, le programme du théâtre de Sartrouville et des Yvelines, les animations et conférences dans les différents lieux culturels (cf. le paragraphe sur les équipements culturels : bibliothèques, école d'arts plastiques, conservatoire de danse et conservatoire de musique), Sartrouville est le lieu de manifestations culturelles spécifiques et notamment, depuis 1997, du festival Odyssées en Yvelines, destiné au jeune public, et depuis 2022, d'un festival du Livre, organisé par différentes institutions publiques mais aussi par Dolly Choueiri, de la librairie Les Gens qui lisent,.

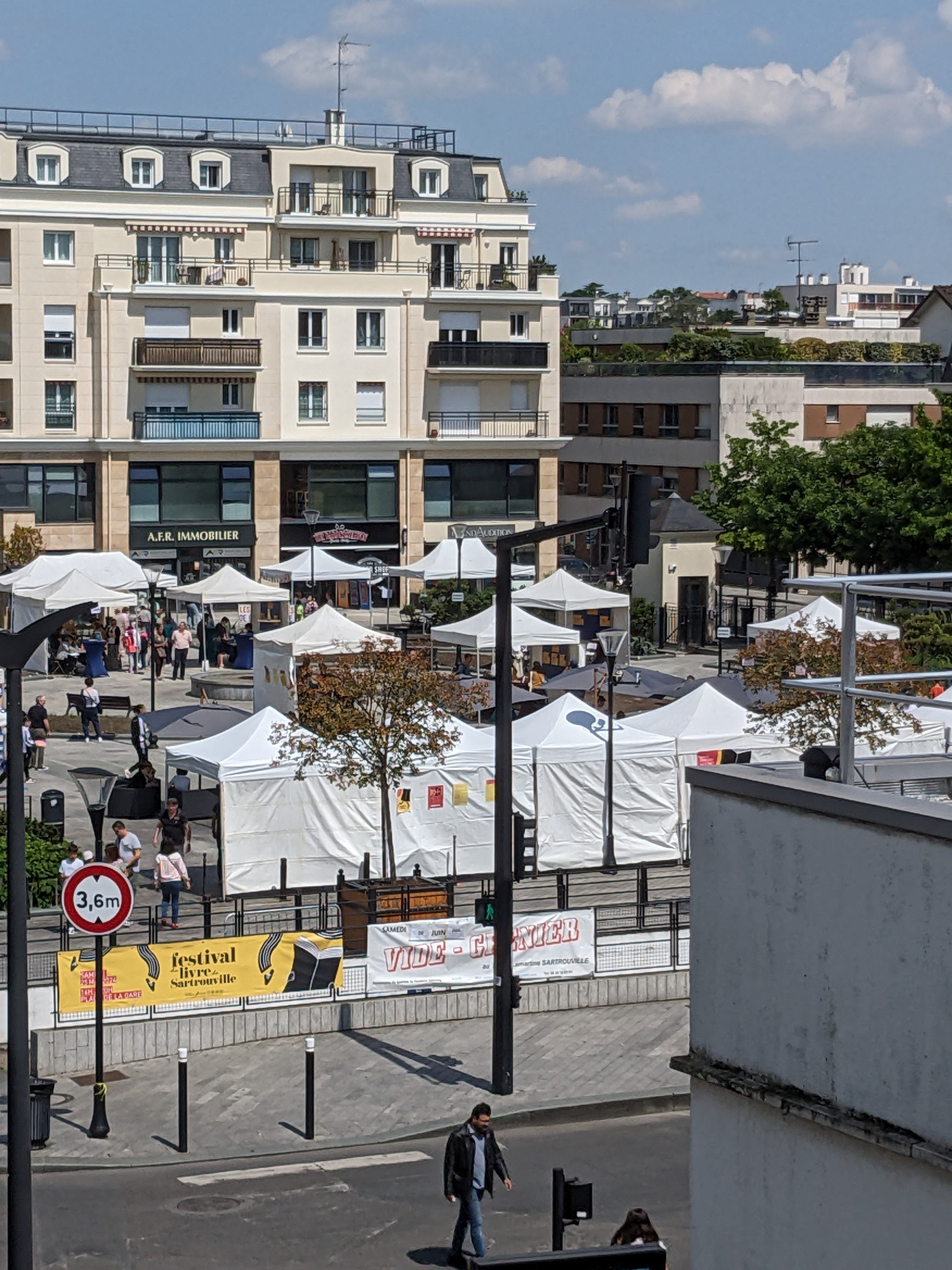
Vue partielle en hauteur du festival, de la gare RER
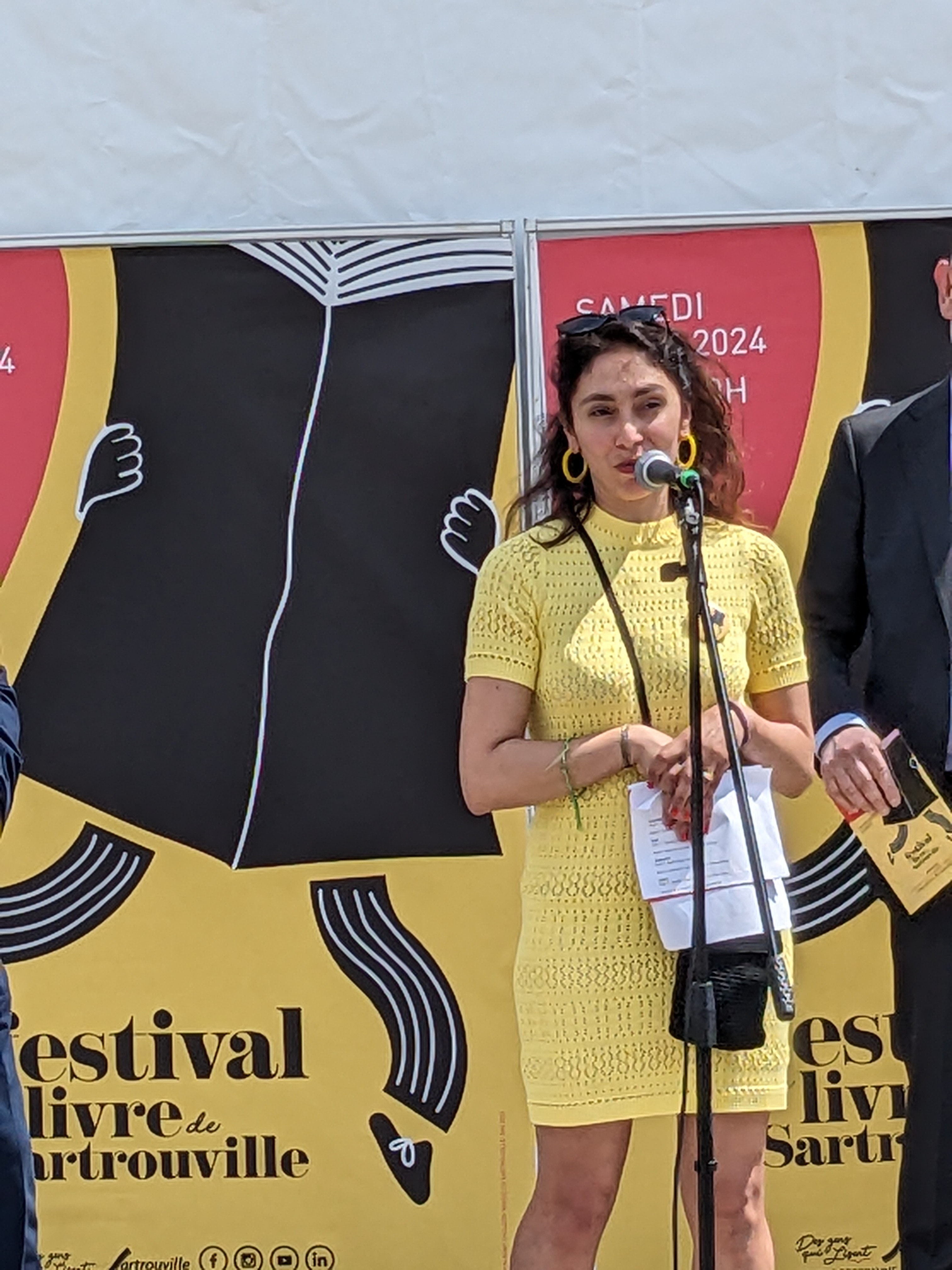
Ouverture par Dolly Choueiri du festival du livre de Sartrouville 2024
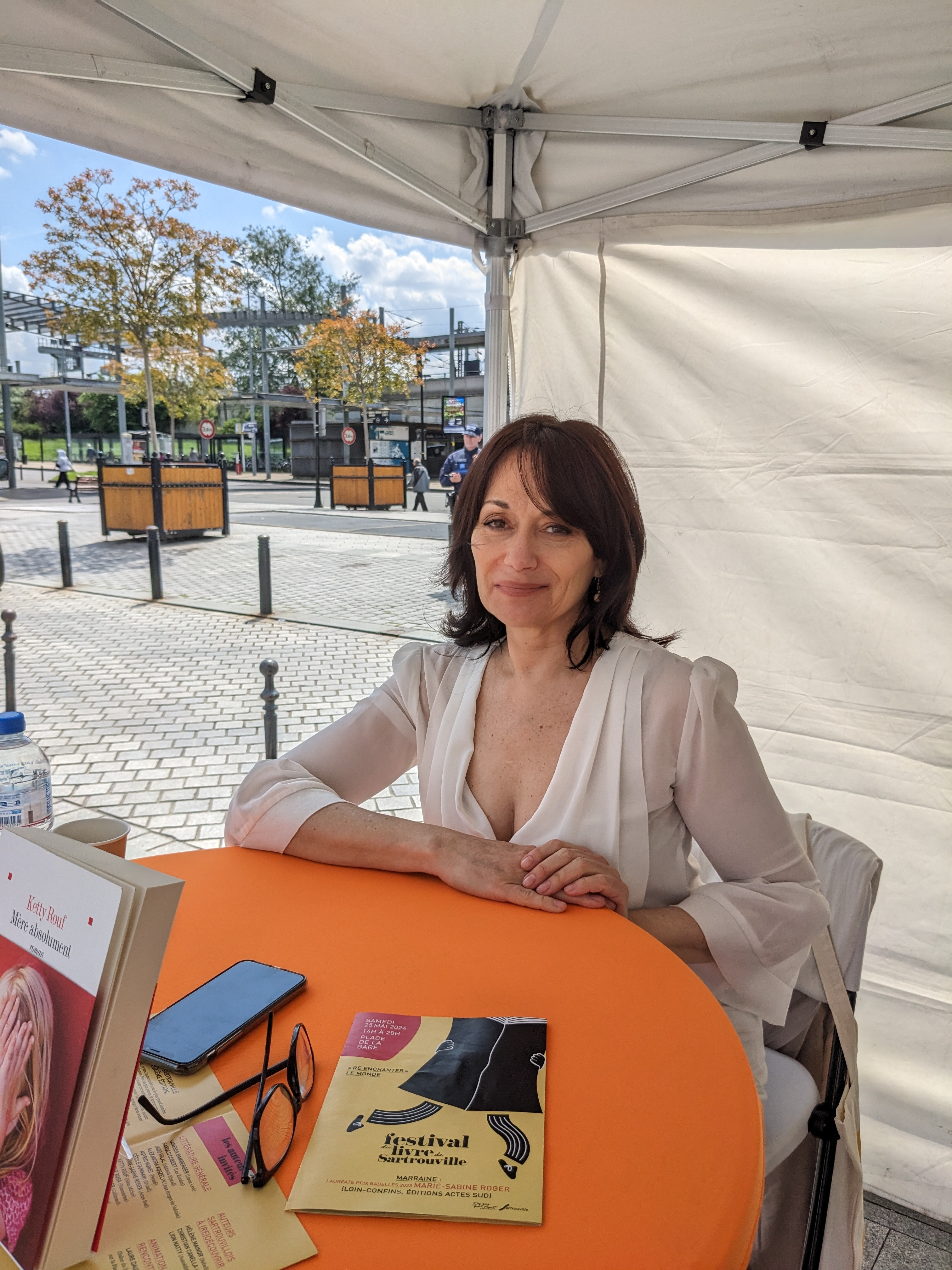
Une auteure, Ketty Rouf
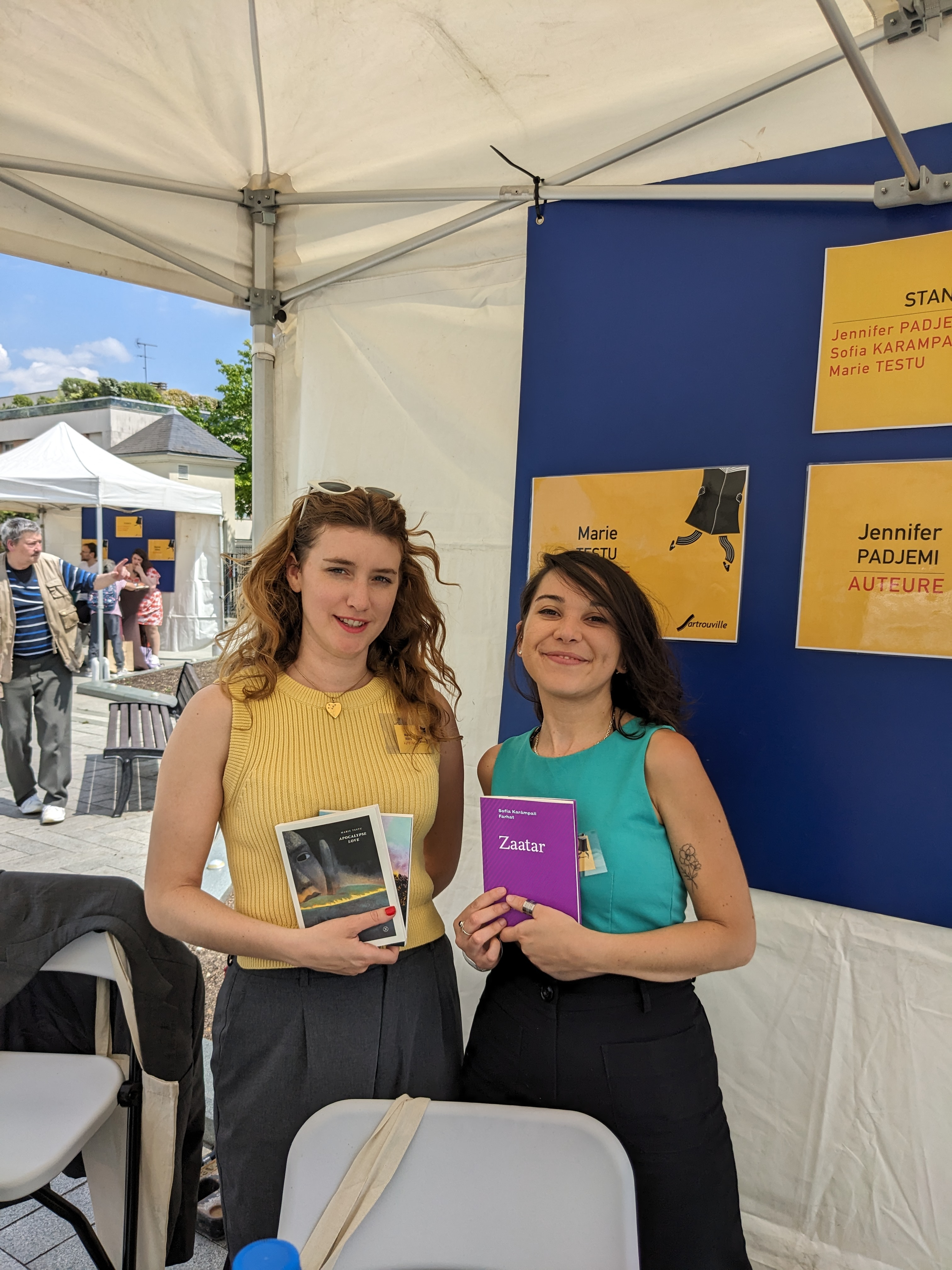
Deux auteures : Marie Testu et Sofia Karampali Farhat

### Sports

#### Triathlon

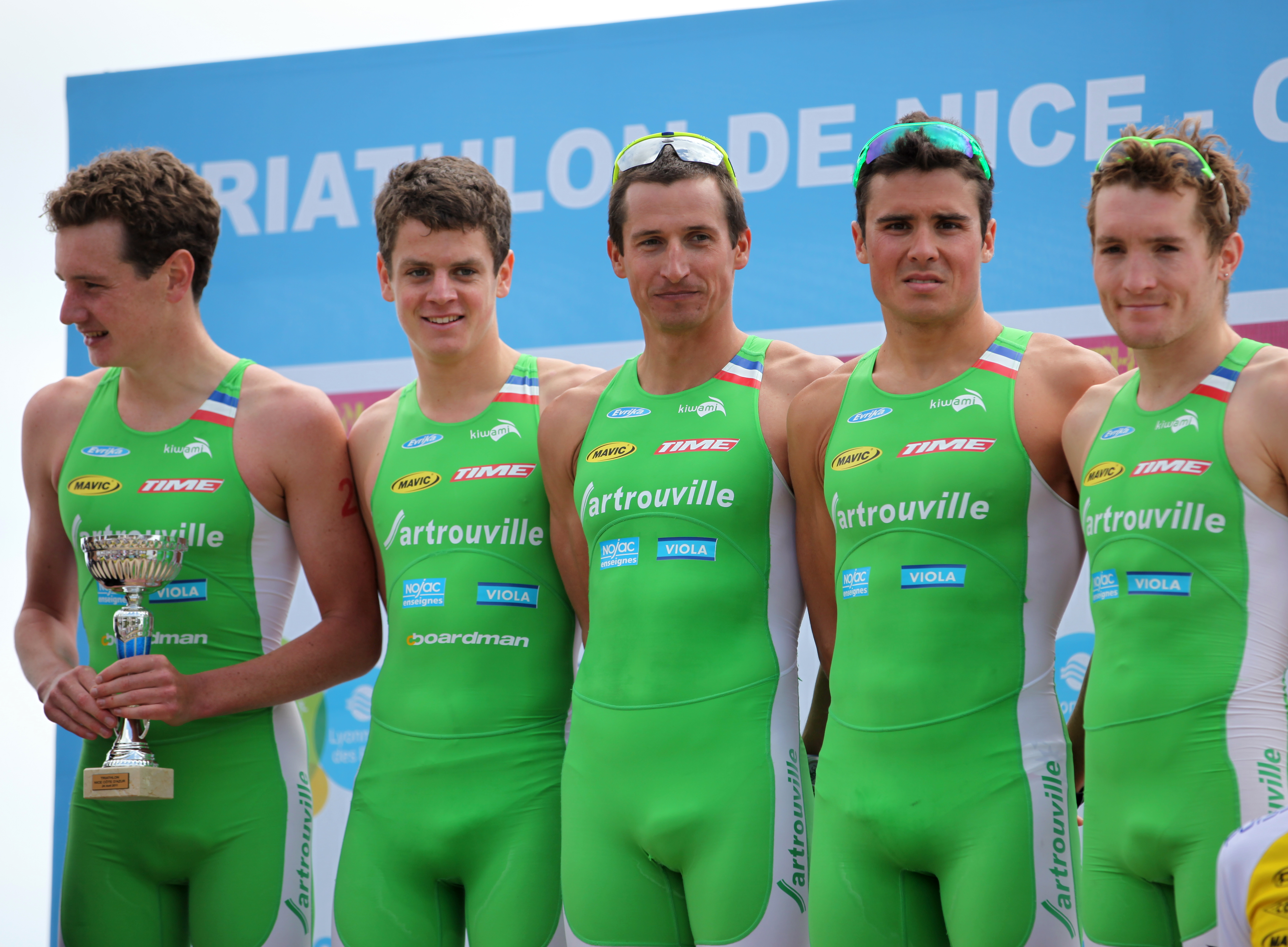
L'équipe de triathlon de Sartrouville en 2011 avec les médaillés olympiques de 2012 Alistair Brownlee, Jonathan Brownlee et Javier Gómez.

Chaque année depuis 1994, se déroule le Triathlon de Sartrouville, créé par Pierre Véron avec l'aide de la municipalité. Vincent Bavay, en 54 min 58 s est le premier vainqueur de l’épreuve. La compétition tiendra régulièrement lieu de finale du Championnat d'Île-de-France. L'ECS (Espérance Cycliste de Sartrouville) devient une équipe de triathlon de premier plan : Isabelle et Béatrice Mouthon participeront aux Jeux olympiques de Sydney ainsi que Jan Rehula pour la délégation tchèque. Ce dernier décrochera la médaille de bronze. Le club sera présent lors de chaque Jeux olympiques avec en 2004 le Français Frédéric Belaubre qui terminera 5e, et connaîtra l'apothéose en 2008 aux Jeux de Pékin, grâce à l'Allemand Jan Frodeno qui décrochera l'or olympique. À noter également que l'E.C. Sartrouville Triathlon possède en 2015, huit titres de champion de France des clubs (sept masculins et un féminin).
Aux Jeux olympiques d'été de Londres 2012, le podium du triathlon olympique eut la particularité d'être composé de 3 triathlètes de l'ECS, à savoir :
- médaille d'or et champion olympique : Alistair Brownlee (GBR) ;
- médaille d'argent et vice-champion olympique : Javier Gómez (Espagne) ;
- médaille de bronze : Jonathan Brownlee (GBR).

David Hauss, premier Français, termine au pied du podium (4e). Il intègre, à partir de 2013, l'équipe de l'E.C. Sartrouville Triathlon, composée de quatre des meilleurs triathlètes mondiaux.
Aux Jeux olympiques d'été de 2016, 3 triathlètes de ECS montent sur le podium : Alistair Brownlee, GBR (médaille d'or), Jonathan Brownlee, GBR (médaille d'argent) et Gwen Jorgensen, États-Unis (médaille d'or épreuve féminine).

#### Cyclisme
L'Espérance Cycliste de Sartrouville est une association créée en 1950, qui a vu éclore de nombreux coureurs au plus haut niveau amateur, la 1re catégorie. Cette section de l'ECS est orientée vers le cyclisme de compétition. Chaque année, le club organise, sur le territoire de la commune, des épreuves minimes, cadets et seniors. Cette journée de compétitions se déroule habituellement en début de saison cycliste (entre avril et juin).

#### Cross
Chaque année depuis mars 1986, se déroule le Cross International de Sartrouville. Long de 8,390 km, le cross a lieu au mois de décembre au parc Youri-Gagarine. C'est en 2003 que cette épreuve prend un véritable tournant lorsque l'internationale amie de l'organisateur, Zahia Dahmani 4e Française des championnats d'Europe de cross et finaliste des Championnats du Monde de semi marathon participe à notre épreuve sartrouvilloise. Sa présence a véritablement relancé la course féminine et attiré de nombreux athlètes de haut niveau comme : Said Berioui, (6e des JO de Sidney), Tarik Bouzid (7 fois champion de France) Driss El Himer (8 fois champion de France de cross et champion d'Europe), Latifa Essarokh (qualifiée aux JO d'Atlanta sur 1 500 m), Samira Mezeghrane, Martha Komu (vainqueur du marathon de Paris en 2008 et 5e des JO de Pékin sur marathon) sans oublier les athlètes marocains, algériens, kényans, érythréens, burundais, russes, biélorusses, ukrainiens, namibiens, ougandais… qui ont contribué à la notoriété de notre manifestation sartrouvilloise.
En 2016, après 25 années au sein de l'organisation le président, Michel Seris a décidé de tirer sa révérence. Il aura amené le cross de Sartrouville, « l'une des plus belles vitrines de la commune », à son plus haut niveau.
Aujourd'hui, ce cross se classe dans les 4 ou 5 meilleurs de l’hexagone. Le souhait de l'ex-organisateur est que cette épreuve dure encore longtemps et dans le même état d'esprit. « Convivialité, amitié, honnêteté et surtout ne pas se prendre la tête ».
Il est devenu l'un des plus grands cross d'Île-de-France.
À noter que Léon Yves Bohain a animé le cross de 1999 à 2010.

#### Judo
Le Club Olympique de Sartrouville (COS), fondé en 1925, est la plus vieille association de Sartrouville. En 1984, Michel Nowak est nommé entraîneur (médaillé de bronze aux Jeux olympiques de Los Angeles, 5 fois champion d'Europe et 12 fois champion de France). Il structure le club et lui fait acquérir une dimension nationale.[réf. nécessaire]

### Médias

#### Presse écrite
Côté presse payante, Le Courrier des Yvelines, dont le siège est à Saint-Germain-en-Laye, a une édition spécifiquement consacrée à Sartrouville.

#### Radio
Depuis septembre 2018, la ville de Sartrouville dispose d'une webradio : RADIO AC'S.
Programme :
- des informations locales ;
- des émissions de proximité : Carrefour des associations, Ça se passe près de chez vous, etc. ;
- des programmes musicaux : Embarquement immédiat (découverte d'un pays à travers son histoire et sa musique), Le rendez-vous des artistes (découverte de talents locaux), l'émission Atômes rock ;
- ainsi que des petits reportages sur la vie locale : l'émission spéciale.

### Cultes

#### Christianisme

##### Culte catholique
- Église Saint-Martin, quartier du vieux pays, construite en 1009 sous le règne de Robert le Pieux, et qui a célébré ses mille ans en 2009[64]
- Église Saint-Joseph, rue de Strasbourg, construite dans les années 1970.
- Église Jean-XXIII, construite en 2008 sur le plateau de Sartrouville
- Église Notre-Dame-du-Val, avenue Pierre-Brossolette
- Chapelle (communauté polonaise), avenue Pierre-Brossolette

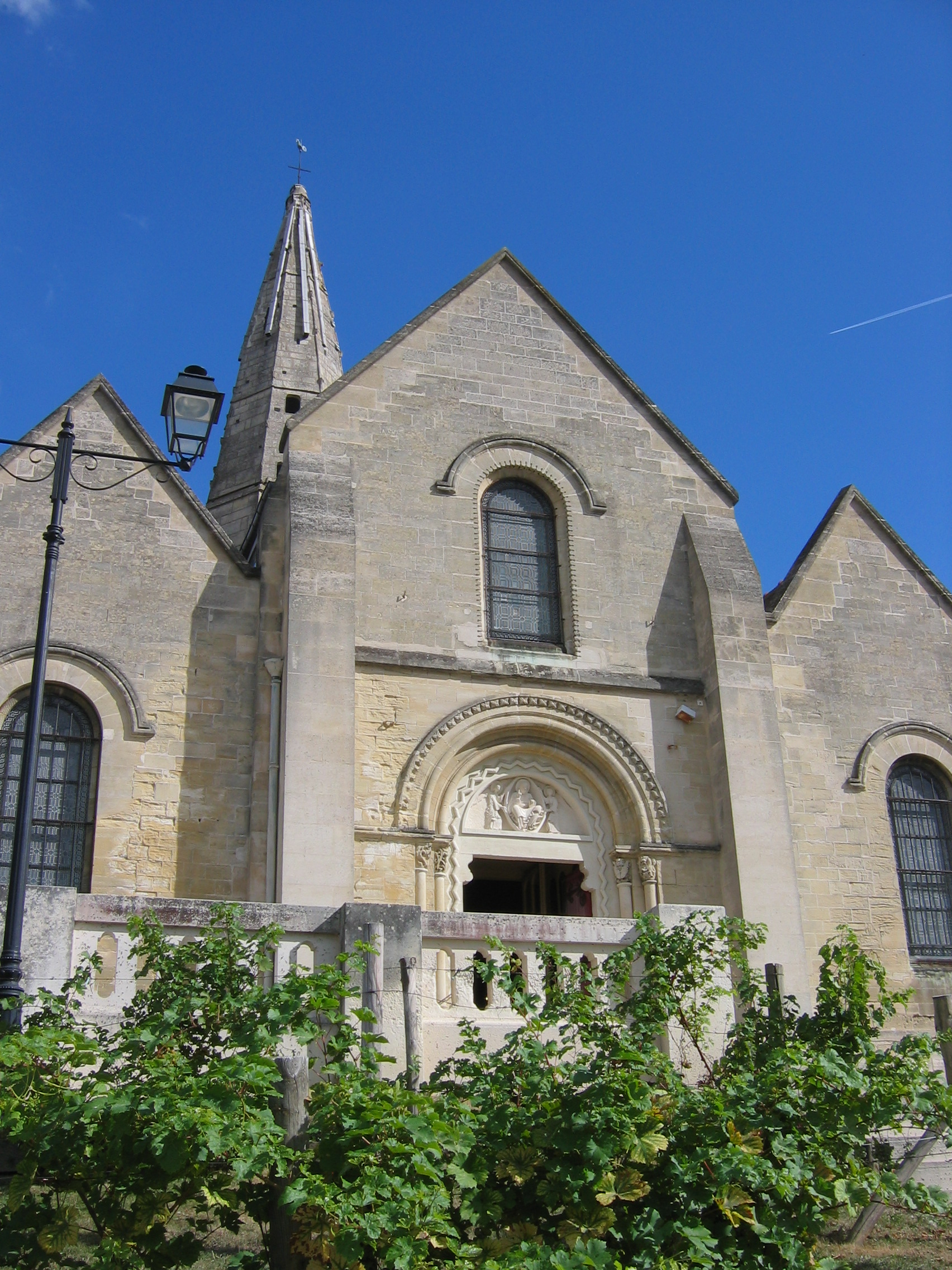
Église saint Martin
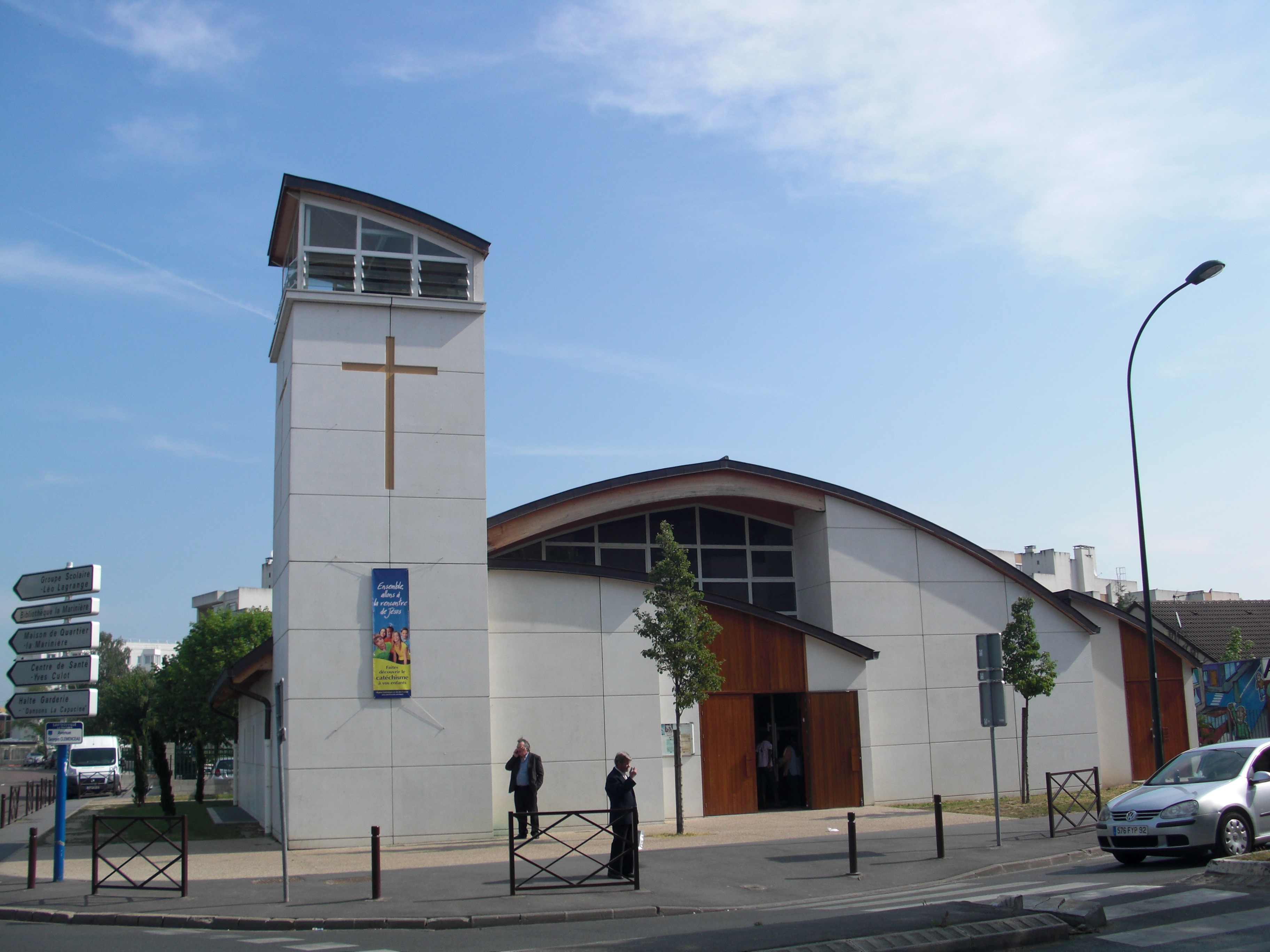
Église Jean-XXIII
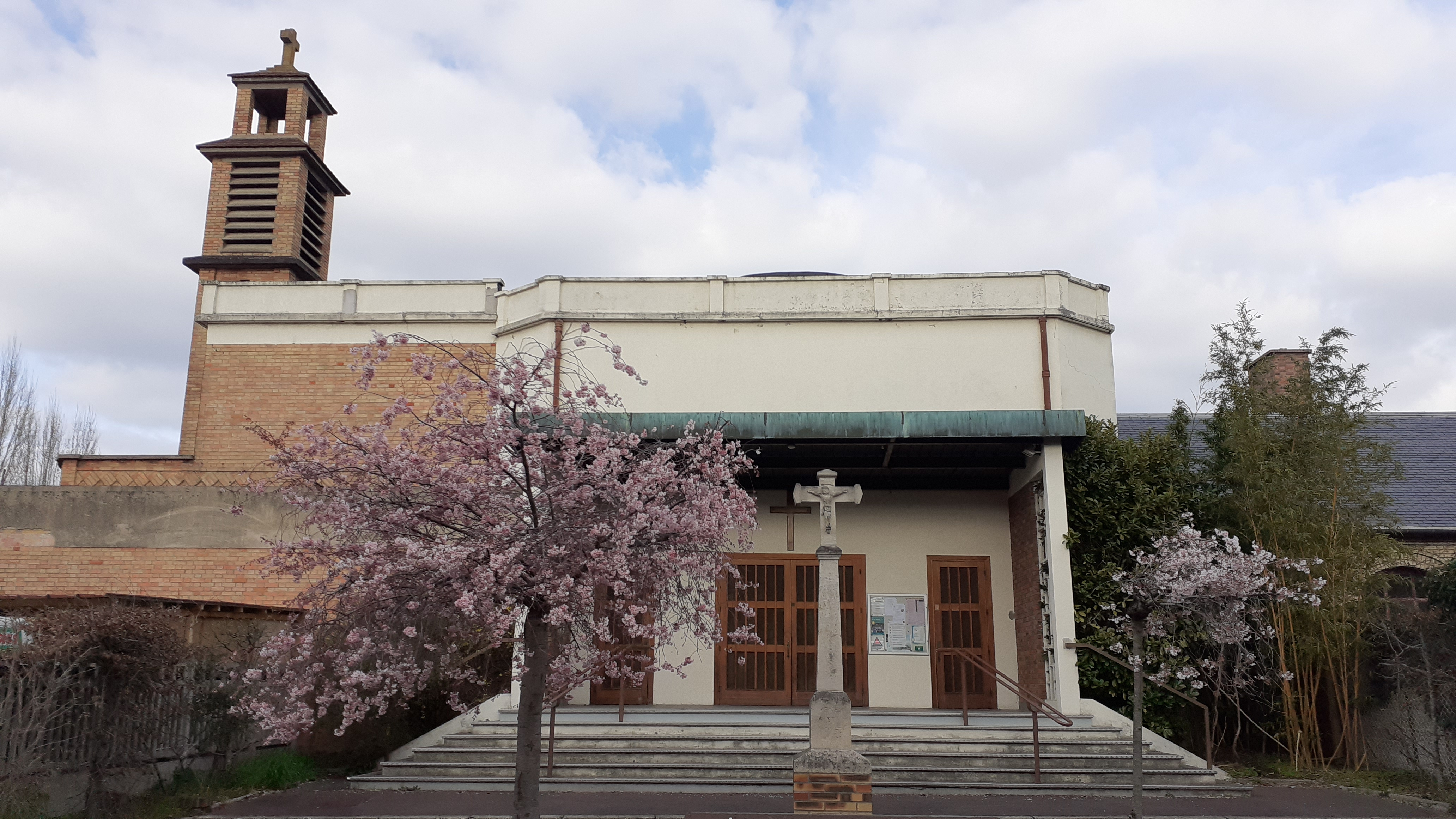
Église Saint-Joseph

##### Culte protestant
- Église protestante baptiste de SartrouvilleÉglise orthodoxe Présentation du Sauveur au Temple

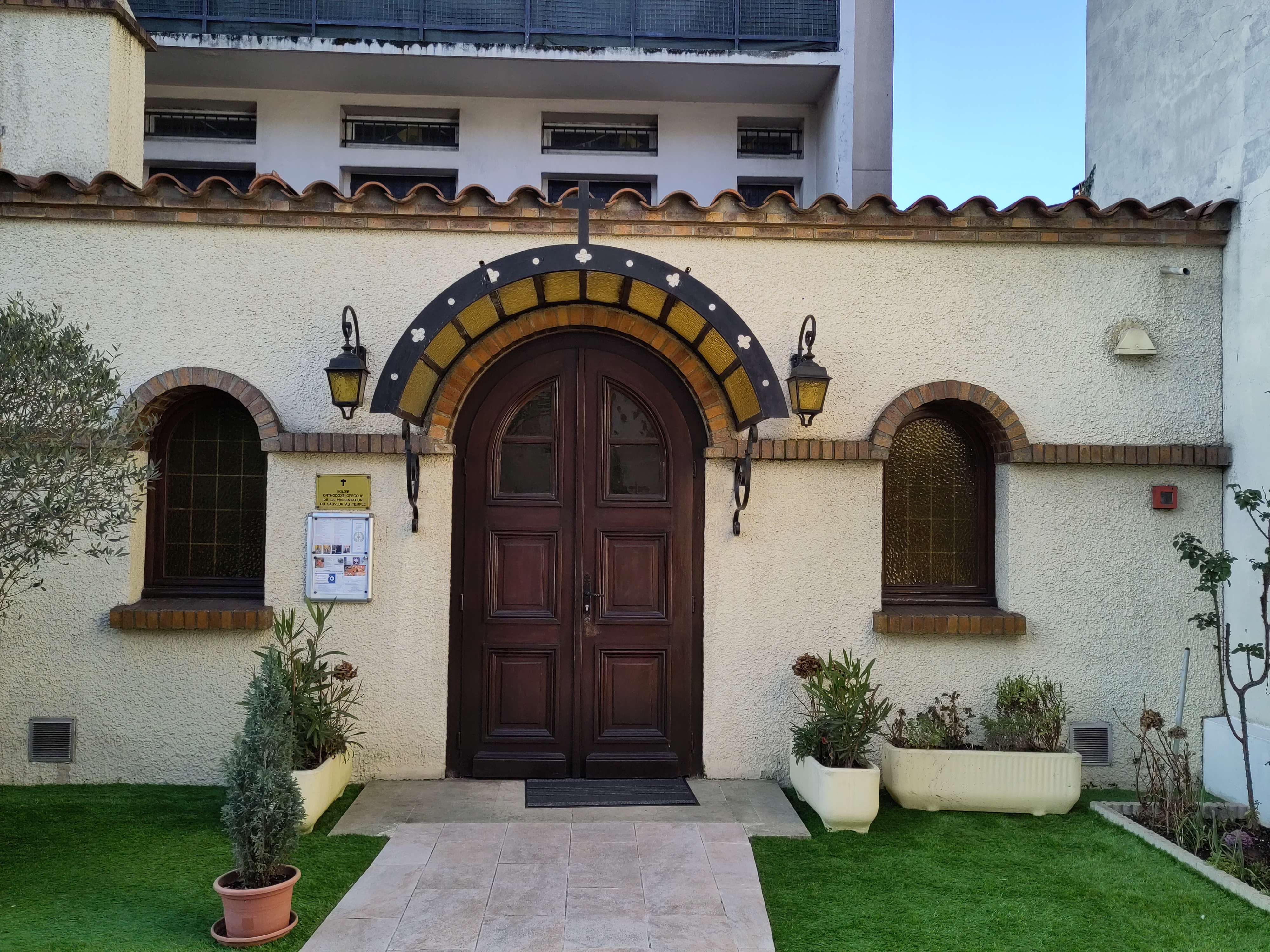
Église orthodoxe Présentation du Sauveur au Temple

##### Culte orthodoxe
- Église orthodoxe grecque de Sartrouville, avenue Maurice-Berteaux

#### Judaïsme
- Synagogue ACIP de Sartrouville, 24, ruelle du Pont

#### Islam

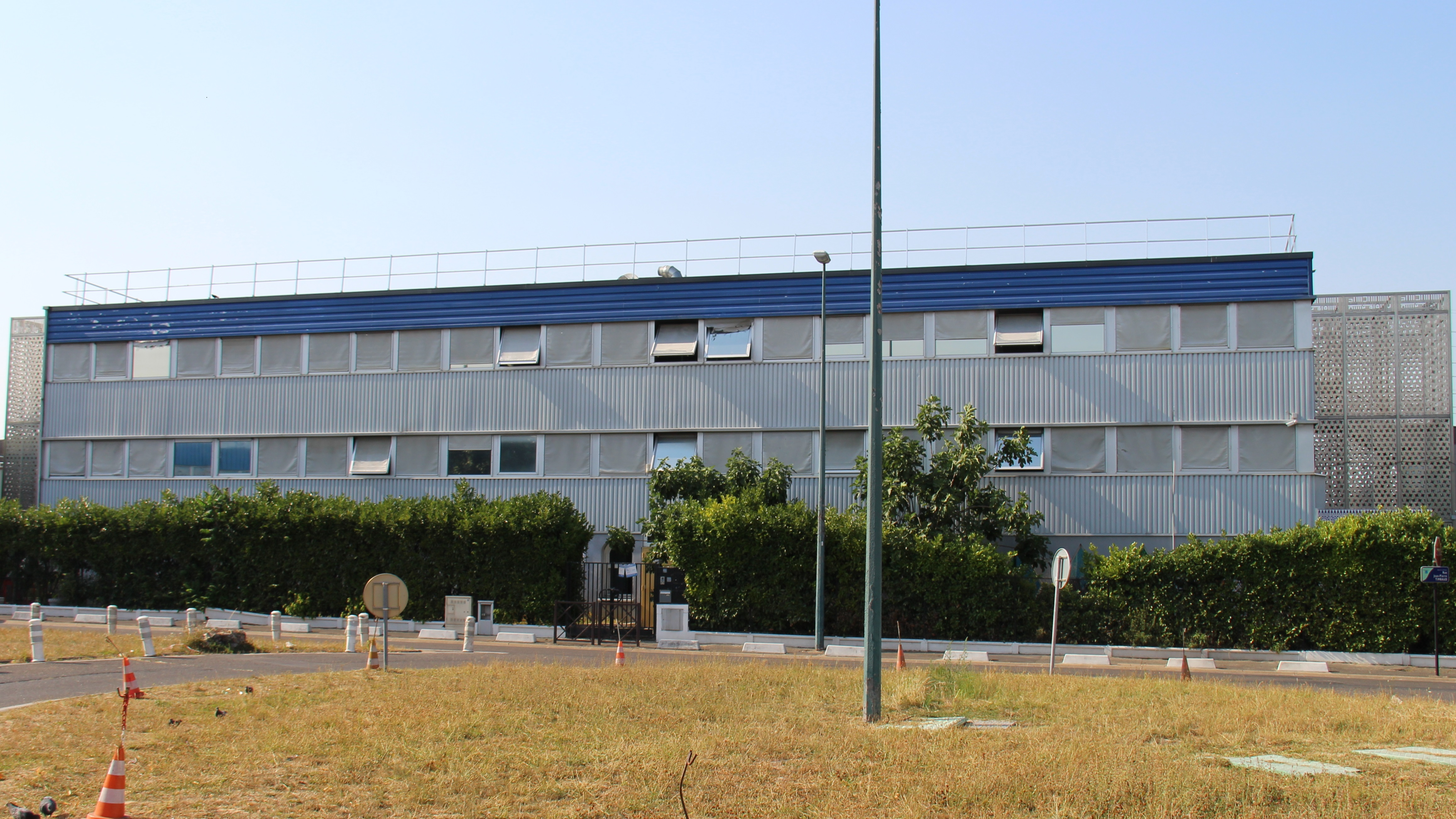
Mosquée Ennour de Sartrouville.

- Mosquée Ennour de Sartrouville, 46 rue Jean-Pierre-Timbaud

## Économie

### Revenus de la population et fiscalité
En 2010, le revenu fiscal médian par ménage était de 34 290 €, ce qui plaçait Sartrouville au 7 415e rang parmi les 31 525 communes de plus de 39 ménages en métropole. Ce chiffre est nettement inférieur à la moyenne départementale (40 560 €), ce qui confirme le caractère populaire de la ville, mais reste très supérieur à la moyenne nationale (19 270 €).

### Emploi
Le taux de chômage, en 2014, pour la commune s'élève à 12,6 %, un chiffre supérieur à la moyenne nationale (10,4 %).

## Culture locale et patrimoine

### Lieux et monuments
L'église Saint-Martin, construite en 1009 sous le règne de Robert le Pieux, possède une flèche en pierre qui date du Moyen Âge. Elle a fêté en 2009 son millénaire après d'importants travaux qui ont dévoilé de magnifiques fresques et des peintures d'une grande beauté. L'église Saint-Martin est inscrite à l'inventaire des monuments historiques. Elle reste entourée de vignobles, des vignobles qui étaient beaucoup plus présents à Sartrouville au XIXe siècle.
Le château de la Vaudoire : à l'origine, il s'agissait d'un hameau situé au sud-ouest du village. Au XIVe siècle, il appartient à Guillaume d'Aulnoy, conseiller de Charles VI, puis à ses héritiers et ensuite successivement aux familles de Baudricourt, de Montmiral, de Longueil, de Champront, de la Trémoille pour finir dans le patrimoine Fontaine, puis Foulon. La famille, à la mort de monsieur Foulon, vendit le « château ». Le 14 juillet 1924, il devint la quatrième et actuelle mairie. Les 300 hectares du domaine furent, quant à eux, rattachés au village dès 1789 pour constituer les limites actuelles de la commune.
Les croix.

### Patrimoine environnemental
Excepté les bords de Seine, la commune ne compte pas de zones naturelles, mais bénéfice de la proximité de l'étang de l'Épinoche et de la forêt de Saint-Germain-en-Laye.

### Équipements culturels
La ville de Sartrouville comprend divers équipements culturels :
- l'École municipale des Arts, regroupant 1 100 élèves au sein des trois établissements qui la composent : l'école d'arts plastiques, le conservatoire de danse et le conservatoire de musique ;
- le théâtre de Sartrouville, qui est Centre dramatique national, avec chaque saison près de 30 spectacles, le festival « Odyssées 78 » tous les deux ans[69] ;
- le réseau des bibliothèques de Sartrouville, composé de la médiathèque (place des Fusillés) et de la bibliothèque Stendhal (quartier de la Marinière)[70] ;
- le Centre de loisirs Jacqueline-Auriol, au bord du parc Youri-Gagarine, inauguré en 2009.

### Personnalités liées à la commune
- Michel-Étienne Turgot (1690-1751),magistrat français, prévôt des marchands de Paris de 1729 à 1740, y possédait une résidence, à l'emplacement de l'actuelle école primaire Turgot ;
- Guy de Maupassant (1850-1893), écrivain et journaliste littéraire français, passa quelques étés à Sartrouville pour y écrire, dit-on, le roman Une vie ;
- Juliette Darcourt, pseudonyme de Juliette Laurent (1855-1943), actrice et chanteuse française de la scène parisienne, y est morte;
- Henri Seignobosc (1868-1961), officier, géographe et historien français, y est mort ;
- Louis-Ferdinand Céline, pseudonyme de Louis Ferdinand Destouches (1894-1961), écrivain, médecin et collaborateur français. Il est notamment célèbre pour Voyage au bout de la nuit, est nommé médecin en chef du dispensaire de la ville en 1940 ;
- Éliane Lejeune-Bonnier (1921-2015), organiste, compositrice et pédagogue française, est née à Sartrouville, où elle vécut longtemps ;
- Pierre Saka, né Pierre Sakalakis (1921-1990), animateur de radio, auteur, parolier et écrivain français contemporain, est né dans la commune qu'il habita pendant très longtemps ;
- Michel Sanvoisin (1943- ), flûtiste et compositeur, est  né  à Sartrouville ;
- Guy Sorman (1944-  ), écrivain et économiste a vécu à Sartrouville jusqu'à l'âge de 20 ans. Il a été élève à l'école communale Jules Ferry en 1949 ;
- Patrick Grainville (1947), écrivain français, a été professeur au lycée Evariste-Galois de Sartrouville ;
- Roger Knobelspiess (1947-2017), né en 1947, malfaiteur français devenu écrivain puis acteur, dont l'œuvre est consacrée à l'univers carcéral, a vécu quelques années à Sartrouville ;
- Benjamin Stora (1950- ), historien spécialiste de l'Algérie, a vécu une partie de sa jeunesse à Sartrouville[71] ;
- Angélique Ionatos (1954-2021), compositrice, guitariste et chanteuse grecque, vivait à Sartrouville et a été artiste associée au théâtre de Sartrouville de 1989 à 2000 ;
- Pascal Lino (1966- ), coureur cycliste professionnel dans les années 1990 et 5e du Tour de France 1992, est né à Sartrouville ;
- Nicolas Le Riche (1972- ), danseur étoile à l'Opéra de Paris est né à Sartrouville ;
- Philippe Jaroussky (1978- ), contreténor français, a grandi à Sartrouville où il a étudié le violon au conservatoire ;
- Youssoupha, né Youssoupha Mabiki (1979- ), rappeur, chanteur, producteur et auteur-compositeur-interprète français, a passé son adolescence à Sartrouville ;
- Tristan Gommendy (1980- ), pilote automobile français. Vainqueur de la Coupe du monde de F3 à Macao et dernier champion de France de Formule 3, est Sartrouvillois[72] ;
- Mélanie Thierry (1981- ), actrice et mannequin française, y est née;
- Maxime Barthelmé (1988- ), footballeur français qui évolue au poste de milieu gauche et joue de 2021 à 2023 à EA Guingamp, y est né ;
- Johanna Zaïre (1988- ), auteure, chanteuse et actrice française, y est née;
- Angélique Angarni-Filopon (1990- ), reine de beauté française. Elle est élue Miss Martinique 2024 puis Miss France 2025 devenant ainsi la 95e Miss France et la première Miss Martinique couronnée, y est née.
- Julian Emonet (1992- ), handballeur français qui évolue au poste d'ailier gauche au Limoges Handball depuis 2020, y est né ;

### Héraldique
| Armes de Sartrouville | Les armes de Sartrouville se blasonnent ainsi : D'azur au sautoir formé d'une crosse d'argent à la volute d'or et d'une épée d'argent à la garde d'or en chef, à la bêche renversée d'argent au manche d'or posée en pal brochant sur le tout. |